# MAT-49冲锋枪
MAT-49（MAT，意為：「由國營兵器日蒂勒工廠製造」）是一款由法国製造、法軍在1949年至1979年期間採用的冲锋枪，主要發射9×19公釐帕拉貝倫彈。

## 歷史
1949年，在評估過幾種原型槍後（包括可折疊設計的霍奇基斯），法國的日蒂勒（MAT）工廠就開始生產MAT-49式9毫米衝鋒槍。MAT-49的機匣採用低成本的金屬衝壓方式生產，以減小生產成本及所需的金屬原料，同時亦縮短了生產所需的時間，而且更容易進行保養及維修。當首批MAT-49才剛剛出廠，它們就被緊急分配到法國軍隊（包括當時法國陸軍，法国外籍兵团和各個法國殖民地駐軍）的各個部隊中，空降部隊更將其用作標準裝備。MAT-49的生產一直在日蒂勒工廠內進行，直到1960年代中期才改由圣-艾蒂安（法語：Manufacture d'Armes de St-Etienne plant，簡稱：MAS）生產該武器。直到1979年，法軍開始裝備新型FAMAS 5.56×45毫米犢牛式突击步枪，MAT-49開始被前者大量取代，並退出了一綫部隊的裝備序列。不過它仍然在法軍預備役部隊和一些執法機關之中大量使用，直到它們被更先進的武器取代。

## 使用
MAT-49曾被法軍廣泛使用，並隨他們參與了1950—1970年代的多場武裝衝突，包括第一印度支那戰爭和阿尔及利亚战争，以及1956年的蘇伊士運河危機等。該武器獲許多空軍和機械化部隊所青睞，尤其是因為它的持久火力和緊湊的槍身。
在法軍的各部隊離開印度支那後，越南人民軍和越南獨立同盟會的戰士亦獲得了大量繳獲自法軍或被他們遺留下來的MAT-49。越南人將其使用的子弹由9×19公釐帕拉貝倫彈轉換為由前蘇聯和中华人民共和国大量提供的7.62×25毫米托卡列夫手枪子弹。這些經過改裝的版本的最大區別的可以改用一種用於區別的長槍管、來自PPSh-41的35發可拆卸式彈匣和更高的射速（900發／分鐘）。

## 設計細節
與二戰以前法國軍隊所裝備的衝鋒槍不同，MAT-49的部件大都採用了钢板衝壓成型製造，簡化了生產工藝。MAT-49具有一個鋼條製造的可伸縮式設計槍托，當槍托伸展後的長度是720毫米，而槍管長度是230毫米。可充當MAT-49的前握把的彈匣及彈匣插座可以向前以45°角折疊，然後和槍管向前平行，這種設計適合傘兵或安全攜帶，需要開火時只要把彈匣及彈匣插座向後45°角展開（和槍管垂直）。有一部份警用型的MAT-49因為生產問題而裝上了延長槍管和不可伸縮的木製槍托。MAT-49主要發射9×19公釐帕拉貝倫彈，採用兩種不同彈數但同樣是垂直的彈匣。一種是適合在沙漠使用20發可拆卸式彈匣，而另一種是類似斯登衝鋒槍的彈匣的32發可拆卸式彈匣。
MAT-49以反沖作用原理運作，全自動射擊時約射速為600發／分鐘。而MAT 49/54是一種經過修改的MAT-49衍生型，它是特別為法國警察部隊生產的，該槍配備兩種不同操作模式的扳機，只有極少數MAT 49/54具備選射功能（即可選擇全自動或半自動射擊），大多數生產出來的都只能全自動射擊。就算在空槍狀態下，MAT-49亦重約3.5公斤，這使得該槍作為一款衝鋒槍而言顯得較為笨重。MAT-49亦採用了握把式保險，位於手槍握把背部，必需按壓才可發射。金屬製照門為「L」字型，可上翻式調整，有50公尺和100公尺兩種。
在1979年，圣-艾蒂安推出FAMAS F1後，此槍完全停止生產。

## 衍生型
- MAS-48：原型槍。
- MAT-49：主要型號。
- MAT-49/54：憲兵用衍生型，具有延長的槍管和固定式槍托。
- MAT-49消聲型：裝上了消聲型的衍生型。

## 使用國
- 阿尔及利亚[1]
- [1]
- 玻利维亚[1]
- 布吉納法索[1]
- [1]
- 柬埔寨
- 喀麦隆
- 中非[1]
- [1]
- [1]
- 刚果共和国[1]
- [1]
- 刚果民主共和国
- [1]
- 赤道几内亚[1]
- 法國[1]
  - 法國武裝部隊[2]
  - 法國國家憲兵隊[2]
- 加彭[1]
- 几内亚[1]
- 伊朗
- 以色列
- [1]
- 黎巴嫩[1]
- 利比亞：原為軍隊的庫存武器，於2011年利比亞內戰期間被國民解放軍及起義群眾所使用。
- 马达加斯加[1]
- [1]
- 毛里塔尼亚[1][3]
- 摩洛哥[1]
- 尼日尔[1]
- 撒拉威阿拉伯民主共和國[4]
- 塞内加尔[1]
- 塞舌尔[1]
- 叙利亚
- 多哥[1]
- 突尼西亞[1]
- 越南民主共和国：於當地生產7.62×25毫米托卡列夫手枪子彈口徑仿製型。[2]

### 非國家實體
- 利比亚國民解放軍[5]
- 津巴布韋非洲國民解放軍[6]
- 越南獨立同盟會[7]
- 埃塔：在一個位於穆蓋爾的地下工場生產現有武器未被授權的仿製型。[8]

## 圖集

MAT-49的左右兩個側面圖，而最下方還有槍托縮折和彈匣向前以45°角折疊在安全位置的MAT-49
警用型MAT-49/54型號
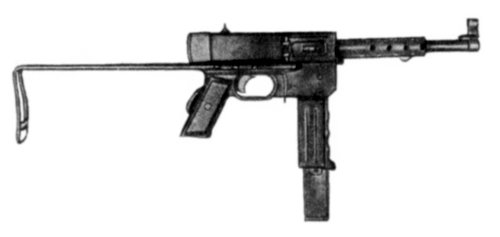
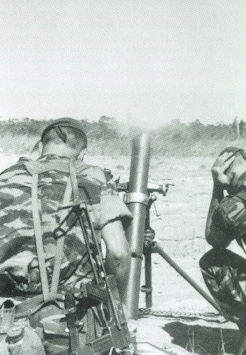
1978年，法國外籍兵團第2外籍傘兵團的傘兵在科卢韦齐战役中亦有使用MAT-49

## 資料來源
1. 1 2 3 4 5 6 7 8 9 10 11 12 13 14 15 16 17 18 19 20 21 22 23 24 25 26  Jones, Richard D. Jane's Infantry Weapons 2009/2010. Jane's Information Group; 35 edition (January 27, 2009). ISBN 978-0710628695.
2. 1 2 3  .   [2010-12-03]. （原始内容存档于2014-09-09）.
3. ↑  Jones, Richard. . Jane's Information Group. 2009: 899. ISBN 0710628692.
4. ↑  .   [2013-12-06]. （原始内容存档于2018-10-03）.
5. ↑  Ackerman, Spencer. . Wired. April 21, 2011  [2014-01-08]. （原始内容存档于2013-12-22）.
6. ↑   (PDF).   [2014-01-08]. （原始内容存档 (PDF)于2015-08-21）.
7. ↑  McNab, Chris.  2nd. Kent: Grange Books. 2002. ISBN 1-84013-476-3.
8. ↑  （西班牙文）－Hallan en Francia un viejo arsenal de subfusiles de ETA de los años 70 （页面存档备份，存于） elmundo.es

## 外部連結
- （英文）—Modern Firearms—MAT Modele 1949 / MAT-49 submachine gun （页面存档备份，存于）
- （英文）—weaponsystems.net—MAT-49 （页面存档备份，存于）
- （英文）—Military, Security and Civilian Guns—MAT-49 (Manufacture Nationale d'Armes de Tulle 49) （页面存档备份，存于）
- （英文）—Old-School Hardware: 10 Mil-Retro Firearms （页面存档备份，存于）